# Movatnet (Førde)
Movatnet er en sø i Førde kommune i Vestland fylke i Norge. I østenden af søen ligger en landbugsskoele under Mo og Jølster videregående skole. E39 krysser vannet ved Sunde, et av udbygningsområdene i Førde kommune.
Movatnet er en af vandene som er med i fiskekonkurrencen Sunnfjord aurefiskefest, og er et godt fiskevand for ørred.